# Pollestad
Pollestad este o localitate din comuna Klepp, provincia Rogaland, Norvegia, cu o suprafață de 0,43 km² și o populație de 582 locuitori (2013).